# 과잉공급
과잉공급(overproduction or oversupply), 경제적 잉여, 시장잉여, 초과공급 또는 간단히 잉여는 경제학에서 공급되는 상품이나 서비스의 양이 수요량보다 많고 가격이 수요와 공급에 의해 결정되는 균형 수준보다 높은 상황이다. 즉, 생산자가 팔고자 하는 제품의 양이 잠재 구매자가 현재 가격에서 사고자 하는 양을 초과하는 것이다. 이는 경제적 부족(과잉 수요)의 반대이다.
문화진화에서 신석기시대의 잉여농업은 더 큰 노동분업을 낳았고, 그 결과 사회적 계층과 계급이 생겨났다고 이론화한다.

## 가격
가격과 과잉 공급의 발생은 강한 상관관계를 보여준다. 상품의 가격을 너무 높게 책정하면 상품의 수요량은 줄어들고 공급량은 늘어나 수요량보다 공급량이 많아지게 된다. 초과 공급의 발생은 가격 하락 또는 미분양으로 이어지며 후자는 초과 공급을 반영한다. 재화의 가격을 낮추면 소비자는 더 많이 구매하고 공급자는 덜 생산하게 된다.

## 과잉공급에 대한 시장의 반응
완전 경쟁 시장에서의 초과 공급은 수요량을 초과하는 "추가" 공급량이다. 예를 들어 텔레비전의 가격이 $600이고 그 가격으로 공급되는 수량은 텔레비전 1000대이며 수요량은 텔레비전 300대라고 가정하자. 이는 판매자가 구매자가 구매하고자 하는 것보다 700대 더 많은 텔레비전을 판매하려고 한다는 것을 보여준다. 따라서 700대의 초과 공급이 존재하여 시장이 불균형 상태에 있음을 나타낸다. 이 상황에서 생산자들은 원하는 가격인 600달러에 생산하는 모든 TV를 판매할 수 없다. 이것은 구매자에게 제품을 더 매력적으로 만들기 위해 가격을 낮추도록 유도한다. 제품 가격이 하락하면 소비자는 수요량을 늘리고 생산자는 이전만큼 생산하지 못할 것이다. 시장이 균형 가격과 수량으로 전환함에 따라 시장은 결국 균형을 이룰 것이다.

## 같이 보기
- 총수요
- 총공급
- 경제적 균형
- 경제적 잉여
- 유효수요
- 유도된 수요
- 재생산
- 희소성
- 수요와 공급
- 공급충격